# Sayed Tahir Shah
Sayed Tahir Shah (* 5. Februar 1980 in Dar-e-Turkman) ist ein afghanischer Fußballnationalspieler. 

## Laufbahn
Tahir Shah begann mit dem Fußballspielen als Flüchtling im Iran.  Sein Verein im Iran war Shahid Balkhy. Seit 2002 spielt er wieder in Afghanistan und ist für den FC Maiwand tätig. Seinen ersten großen Auftritt mit der afghanischen Nationalmannschaft hatte er in einem Spiel gegen eine Auswahl der ISAF-Truppen. Der Stürmer erzielte den Siegtreffer gegen Kirgisistan in der Qualifikation zur Fußball-Asienmeisterschaft 2004.